# Pieve di San Giovanni Battista a Saturnana
La pieve di San Giovanni Battista a Saturnana si trova nei dintorni di Pistoia.

## Storia e descrizione
È una delle più antiche pievi del territorio pistoiese, ricordata nel diploma di Ottone III del 26 febbraio 991; dipendente nel secolo XV dalla chiesa di San Prospero in Pistoia.
Oggi è in massima parte trasformata e dopo un periodo di forte degrado è stata restaurata. La torre campanaria è medioevale. Da questa chiesa proviene la tavola di Bernardino del Signoraccio raffigurante una Sacra conversazione, oggi nel Museo diocesano di Pistoia.